# Frontières de l'Italie
 (mars 2020).
Si vous disposez d'ouvrages ou d'articles de référence ou si vous connaissez des sites web de qualité traitant du thème abordé ici, merci de compléter l'article en donnant les références utiles à sa vérifiabilité et en les liant à la section « Notes et références ».
Les frontières de l'Italie s'étendent au nord du pays et dans une petite partie à l'intérieur pour 1 932,20 km. 
Les internes dérivent de l'Italie des enclaves de Saint-Marin et du Vatican. Les autres frontières internationales la séparent de la France, de la Suisse, de l'Autriche, de la Slovénie, se développent le long de la chaîne alpine et, en Suisse, découpent la petite enclave de Campione d'Italia.
L'Italie a des frontières terrestres avec six pays :
| Pays voisins | longueur (km) | Régions d'Italie                                       |
| ------------ | ------------- | ------------------------------------------------------ |
| Autriche     | 430           | Frioul-Vénétie Julienne, Trentin-Haut-Adige, Vénétie   |
| Vatican      | 3,2           | Latium                                                 |
| France       | 488           | Ligurie, Piémont, Vallée d'Aoste                       |
| Saint-Marin  | 39            | Émilie-Romagne, Marches                                |
| Slovénie     | 232           | Frioul-Vénétie Julienne                                |
| Suisse       | 740           | Lombardie, Piémont, Trentin-Haut-Adige, Vallée d'Aoste |

## Triple frontières
L'Italie partage trois triples frontières :
| tripoint frontière | pays convergents           | frontières                                                  |
| ------------------ | -------------------------- | ----------------------------------------------------------- |
| Mont Dolent        | France, Italie, Suisse     | France - Italie • France - Suisse • Italie - Suisse         |
| Piz Lad            | Autriche, Italie, Suisse   | Autriche - Italie • Autriche - Suisse • Italie - Suisse     |
| Monte Forno        | Autriche, Italie, Slovénie | Autriche - Italie • Autriche - Slovénie • Italie - Slovénie |